# Simi Valley, Kalifornija
Simi Valley je grad u američkoj saveznoj državi Kaliforniji, u okrugu Ventura. Prema službenoj procjeni iz 2009. godine ima 125.814 stanovnika, čime je treći po brojnosti grad okruga, iza Oxnarda i Thousand Oaksa. Leži u istoimenoj dolini, na prometnici 118 (Ronald Reagan Freeway), u blizini gradova Santa Clarita, Thousand Oaks, Moorpark i Camarillo. Pacifička je obala udaljena 27, a Los Angeles 55 km.
Ime grada dolazi od riječi Shimiyi iz jezika Chumash Indijanaca, koja označava vlaknaste oblake karakteristične za regiju.
Simi Valley je danas poznat kao dom Predsjedničke knjižnice Ronalda Reagana (Ronald Reagan Presidential Library), memorijalnog centra u kojem je bivši američki predsjednik pokopan 2004. godine. Grad je 1992. dobio medijsku pozornost kao mjesto sudskog procesa koji je rezultirao oslobađajućom presudom za četiri policajca iz Los Angelesa, koji su bili optuženi za brutalno premlaćivanje Afroamerikanca Rodneyja Kinga; presuda je izazvala nerede u Los Angelesu i drugdje.

## Vanjske poveznice
- Službena stranica  Arhivirana inačica izvorne stranice od 7. srpnja 2021. (Wayback Machine) (engl.)

### Ostali projekti
|  | Zajednički poslužitelj ima još gradiva o temi Simi Valley, Kalifornija |